# Schizaphis cuprea
Schizaphis cuprea är en insektsart som beskrevs av Miyazaki 1988. Schizaphis cuprea ingår i släktet Schizaphis och familjen långrörsbladlöss. Inga underarter finns listade i Catalogue of Life.